# 故事海
《故事海》（梵文 Kathā sarit sāgara）是古代印度的一部诗体故事总集。作者月天（Somadeva音译“苏摩提婆”）自称这部书是俗语作品《伟大故事》（Bṛhat-kathā）的梵文缩写本。全部故事由18卷124章约2万2千個诗节组成，篇幅与史诗《罗摩衍那》相当。
作者月天在开篇时介绍了《伟大故事》产生的传说。其中有神话性质的虚构成分，但指明了这部故事总集的来源。《故事海》在社会最下层的民间流传，用所谓“鬼语”（paiśācī）写成。据说其原本的篇幅超过史诗《摩诃婆罗多》，因为语体非文言，所以不受国王赏识，因此原作者德富（Guṇadhya）烧毁了诗稿，被抢救出来的只有原诗的七分之一，而这部梵文的《故事海》不过是个缩写本。这种说法可能有些夸张。被称为《伟大的故事》的梵文缩写本，现存有三部，都记载了这一传说。这部诗中包括著名的民间故事集《五卷书》和《屍鬼二十五話》中的故事，用诗体作了改写。全书以国王乌德耶那（Udayana）父子两人的故事作为主线，夹叙了171个小故事，展示了古代印度封建社会中的生活图景；描写的人物有王子、婆罗门、工匠、商人、妓女、“罗刹”和“小神仙”等，其中女性人物佔據了重要地位。该作品中诗体基本上采用史诗中颂的格律。